# Oléoduc Keystone
Vous lisez un « bon article » labellisé en 2015.
L’oléoduc Keystone, en anglais Keystone Pipeline, exploité par l'entreprise TC Énergie (anciennement TransCanada), est un oléoduc d'Amérique du Nord long de 3 461 kilomètres et qui permet le transport essentiellement des hydrocarbures synthétiques et du bitume dilué issus de sables bitumineux. En projet depuis 2005, les deux tronçons de l'oléoduc (en marron et orange sur la carte ci-dessous) sont opérationnels depuis 2011. Partant de la région des sables bitumineux de l'Athabasca, dans le Nord-Est de la province canadienne de l'Alberta, ils desservent plusieurs destinations aux États-Unis, dont la raffinerie de Wood River, ainsi que les dépôts pétroliers de Patoka (dans le Sud de l'Illinois) et de Cushing (en Oklahoma).
Deux autres tronçons, formant un tout nommé Keystone XL, sont proposés en 2008. Le premier (phase III, bleu et violet sur la carte), correspondant au segment sud et qui rejoint la côte texane du golfe du Mexique — où sont situées de nombreuses raffineries —, est en majeure partie en exploitation depuis janvier 2014. Le second tronçon (phase IV, en vert sur la carte), correspondant au segment nord, consiste en un tracé moins long (1 897 km) que celui de l'actuel oléoduc ; il vise à accroître les capacités de transport de ce dernier et à acheminer le pétrole brut américain extrait de la formation de Bakken, dans le Montana et le Dakota du Nord.
La construction de Keystone XL — particulièrement la phase IV — fait l'objet d'une controverse d'envergure nationale. Le projet est vivement contesté par les principales associations environnementales américaines, par de nombreux propriétaires fonciers dont les terres se trouvent sur son tracé, par des Amérindiens et par une partie des élus démocrates américains. Ses opposants y voient un risque de pollution des sols et de l'eau en cas de fuite d'hydrocarbure, ainsi qu'une contribution supplémentaire au réchauffement climatique. À l'inverse, l'industrie pétrolière, le gouvernement conservateur canadien de Stephen Harper et le Parti républicain américain soutiennent vivement le projet en arguant qu'il créera de nombreux emplois, consolidera l'indépendance énergétique des États-Unis et fera baisser les prix de l'essence dans le pays, voire qu'il permettrait un acheminement des hydrocarbures plus sûr que via le transport ferroviaire.
Sur le plan légal, la construction de Keystone XL requiert une autorisation du président américain, alors Barack Obama, que celui-ci refuse d'octroyer en janvier 2012 après que les Républicains au Congrès ont tenté d'accélérer l'approbation du projet. Proposé sous une nouvelle forme par TransCanada dès mai 2012, ce dernier demeure de nombreux mois en attente d'une décision du président américain : malgré un nouveau vote du Congrès, à majorité républicaine, en février 2015 — auquel il oppose son veto —, Barack Obama ne se prononce pas sur le fond. Le 6 novembre 2015, il annonce qu'il n'autorise pas le projet, signant la fin de plusieurs années de controverse.
Toutefois, le 24 mars 2017, son successeur Donald Trump délivre un permis de construction à TransCanada. En dépit d'obstacles juridiques, sa construction commence en 2020 dans l'état américain du Montana et dans la province canadienne de l'Alberta ; elle est cependant rapidement freinée par des décisions de justice américaines.
Le 20 janvier 2021, le nouveau Président Joe Biden signe un décret interdisant la construction de l'oléoduc. Le 9 juin de la même année, TC Énergie annonce l'abandon définitif de Keystone XL.

## Description et itinéraire
L'ensemble du Keystone Pipeline System est conçu, construit et exploité par l'entreprise canadienne TransCanada (renommée TC Énergie en 2019). Il est constitué de canalisations enterrées à faible profondeur — approximativement 1,5  à   2 mètres — excepté sous les cours d'eau, où la profondeur est d'au moins 7,62 mètres (25 pieds) selon TransCanada,,,.

### Keystone Pipeline
Le Keystone Pipeline, long au total de 3 461 km,, est constitué de deux phases, fonctionnelles depuis respectivement l'été 2010 et février 2011.

#### PhaseI
La phase I du Keystone Pipeline est un oléoduc d'une longueur de 2 981 km allant de Hardisty, dans l'Alberta (Canada), jusqu'aux stations de pompage de Steele City (dans le Nebraska), la raffinerie de Wood River et le dépôt de Patoka (Sud de l'Illinois).
Il vise à acheminer la production pétrolière canadienne — pétrole brut de synthèse et bitume essentiellement — en provenance des sables bitumineux de l'Athabasca jusqu'aux raffineries et lieux de stockages américains situés dans l'Illinois (Wood River et Patoka).

#### PhaseII
La phase II, aussi appelée extension Keystone-Cushing, consiste en un oléoduc courant sur 480 kilomètres, de Steele City aux installations de stockage, de raffinage et de distribution de Cushing, dans l'Oklahoma. Il permet à l'oléoduc Keystone d'atteindre une capacité de transport de 590 000 barils par jour (94 000 m3/j).

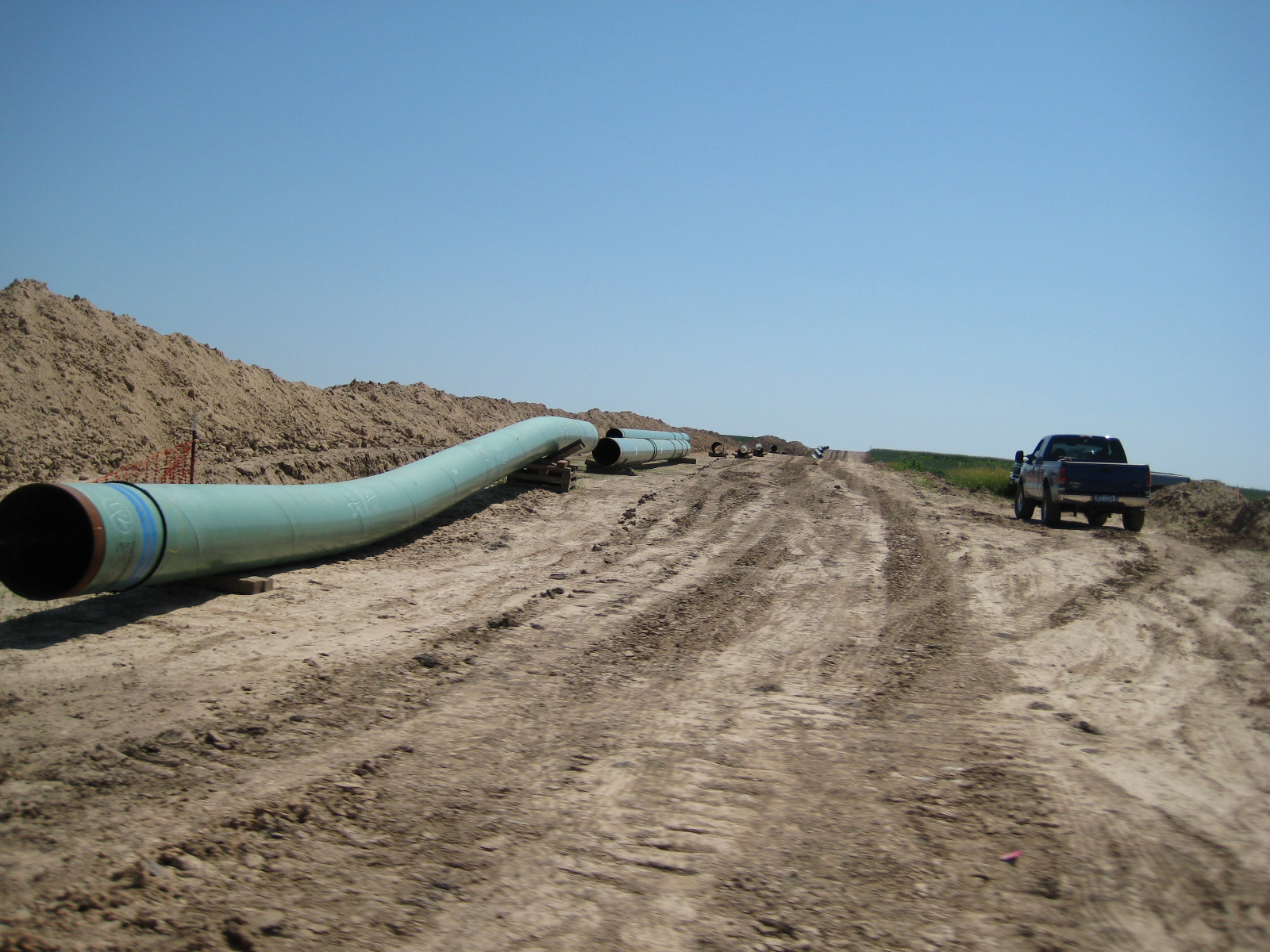
Tuyaux de 30 pouces (76,20 cm) de diamètre utilisés lors de la phase I, dans le Nebraska.
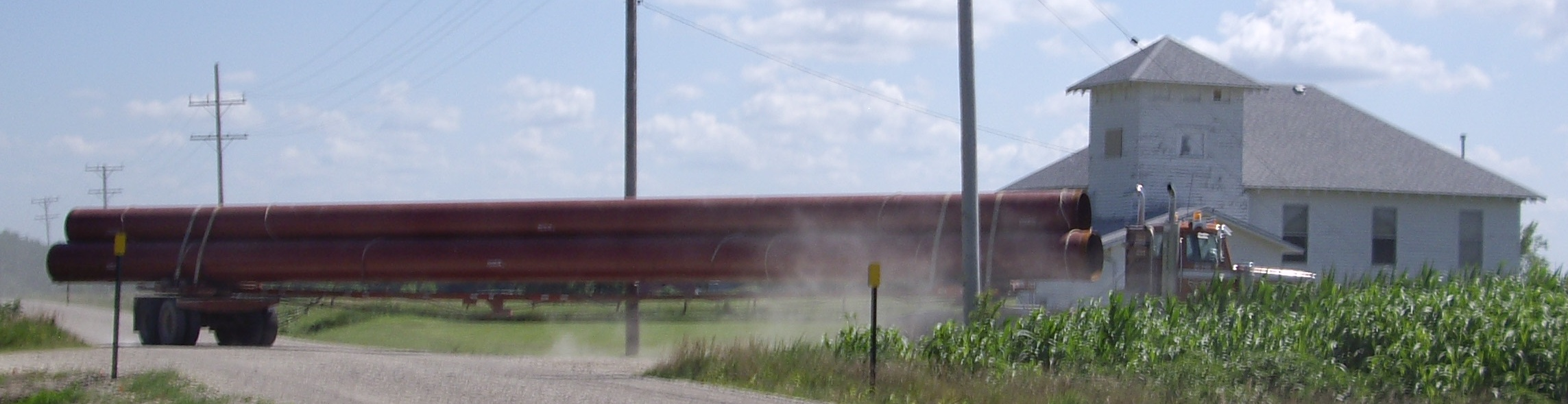
Camion transportant des tubes de 36 pouces (91,44 cm) de diamètre servant à la construction du tronçon de la phase II (extension Keystone-Cushing) au sud-est de Peabody au Kansas.

### Projet d'extension:Keystone XL
Keystone XL désigne un tout que forment les phases III et IV regroupées ; ce projet d'extension proposé par la firme TransCanada en 2008 rencontre de vives critiques. Il est finalement scindé en deux en 2012 par la multinationale (cf. explications infra). Le coût de Keystone XL (phases III et IV) est évalué à 7 milliards de dollars américains,,. TransCanada utilise également le terme Keystone Gulf Coast Expansion (« Expansion de la côte du golfe [du Mexique] du Keystone ») pour désigner Keystone XL,.

#### PhaseIII: le segment sud, construit
La phase III, l'extension qui court sur 780 kilomètres de Cushing au golfe du Mexique — où se trouvent raffineries et infrastructures portuaires pour l'export —, est pour sa plus grande partie (tronçon jusqu'à Port Arthur, au Texas, « phase 3a » sur la carte supra) ouverte depuis janvier 2014 et a une capacité de 700 000 barils par jour (110 000 m3/j),. Son coût est de 2,3 milliards de dollars américains. Un tronçon de 77 kilomètres menant à la ville de Houston (« phase 3b » sur la carte supra) est opérationnel en août 2016,.

#### PhaseIV: le segment nord, projet abandonné
La phase IV — qui concentre l'essentiel des débats et n'est autorisée par l'administration Trump qu'en mars 2017 — vise comme la phase I à transporter des hydrocarbures synthétiques et du bitume dilué canadiens de Hardisty (Nord-Est de l'Alberta, Canada) jusqu'à Steele City (Nebraska, États-Unis), lieu à partir duquel les infrastructures existantes (phases II et III) permettent leur acheminement jusqu'aux raffineries du golfe du Mexique,,.
Ce doublement de 1 897 km suit toutefois un tracé différent et plus direct (moitié moins long que celui de la phase I) qui passe, aux États-Unis, par la formation de Bakken (en majeure partie située dans le Dakota du Nord), laquelle recèle d'importants gisements pétroliers dont l'exploitation est en forte hausse. L'oléoduc servirait ainsi également au transport de cet hydrocarbure américain, qui y serait injecté de la ville de Baker dans l'Est du Montana, voisin du Dakota du Nord,,,. Sa capacité de transport prévue est de 830 000 barils par jour (132 000 m3/j),,.
Plusieurs tronçons sont construits mais le projet est définitivement abandonné en juin 2021 (cf. infra).

## Historique

### Procédure d'autorisation aux États-Unis
Aux États-Unis, une autorisation est requise — depuis une décision du président George W. Bush d'avril 2004, — pour la construction d'oléoducs franchissant les frontières américaines, à la suite d'un processus incluant un examen par les principales agences gouvernementales, un rapport d'impact environnemental (Final Environmental Impact Statement ou EIS) et un avis final du département d'État établissant que le projet correspond à l'intérêt national. C'est, en dernier ressort, le président des États-Unis qui décide s'il suit l'avis du département d'État en délivrant ou non le permis de construction et d'exploitation,.

### Keystone Pipeline
L'oléoduc Keystone Pipeline est proposé en février 2005 par l'entreprise multinationale TransCanada. Cette dernière dépose deux demandes d'autorisation, en juin et décembre 2006, auprès de l'Office national de l'énergie (National Energy Board ou NEB), agence canadienne chargée de la régulation des oléoducs. Ces demandes sont validées en février et septembre 2007,.
En parallèle, une demande de permis (cf. explications supra) est déposée aux États-Unis le 19 avril 2006. Le projet reçoit un avis environnemental positif (Final Environmental Impact Statement) du Département d'État des États-Unis en janvier 2008. Le 14 mars suivant, le département d'État publie l'autorisation présidentielle de George W. Bush pour la construction de l'oléoduc,, après que le département d'État a jugé que le projet allait dans le sens de l'intérêt national. Après deux ans de construction, son principal tronçon (phase I) est opérationnel en juin 2010,.
Le second tronçon (phase II) est fonctionnel en février 2011.
Le 16 novembre 2017, alors que la construction de l'extension « Keystone XL » est toujours programmée, une fuite d'environ 800 000 litres de pétrole a lieu sur une portion existante de l'oléoduc Keystone, dans le nord du Dakota du Sud, provoquant sa fermeture temporaire.

### Keystone XL

#### 2008-2012: première demande de permis
TransCanada propose Keystone XL en juillet 2008. Ce projet nécessite une validation du président des États-Unis pour être construit (cf. explications supra) ; la multinationale dépose une demande en septembre de la même année.

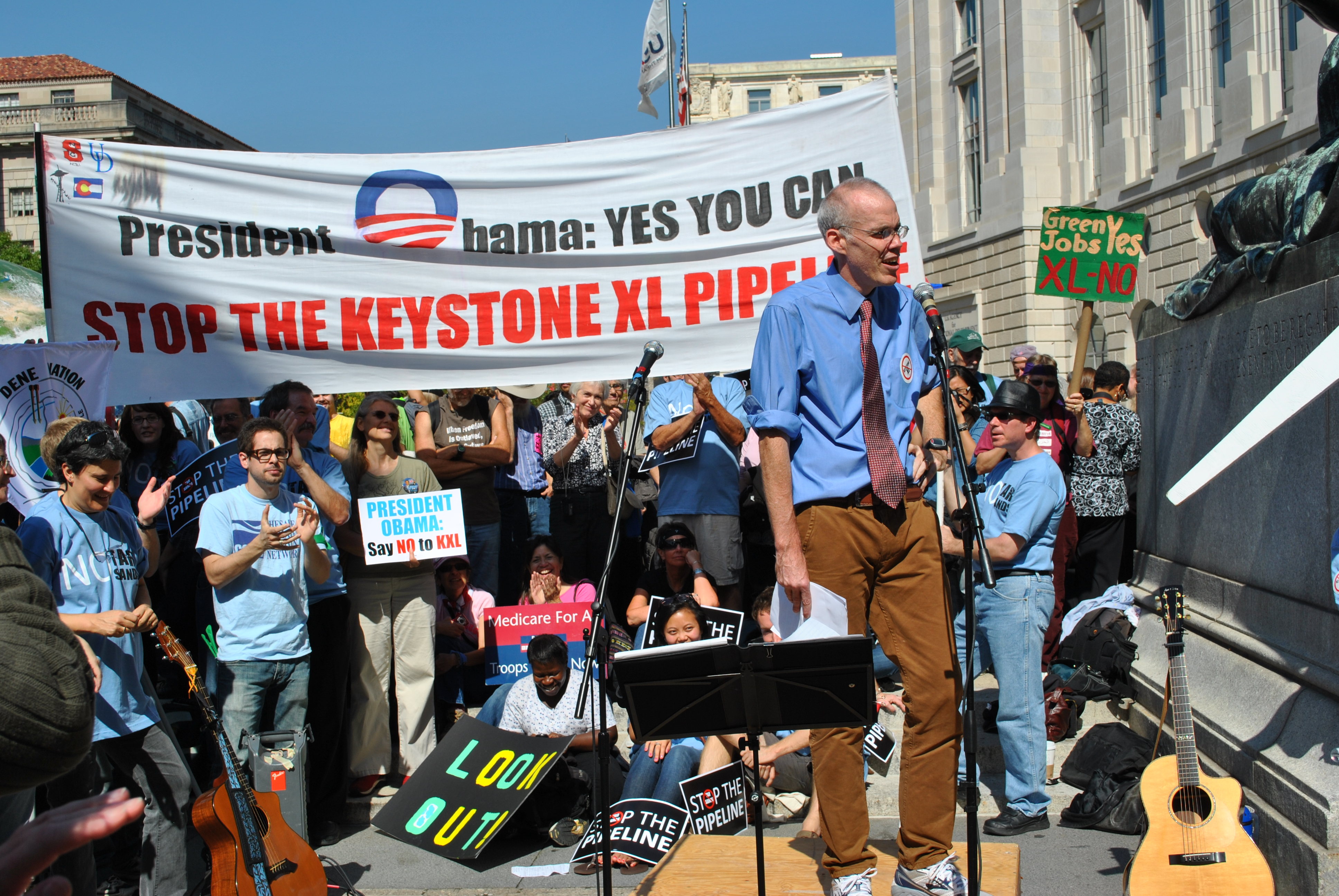
Manifestation contre le projet Keystone devant le Ronald Reagan Building le 7 octobre 2011.

Le 26 août 2011, le département d'État publie son rapport d'impact environnemental, dans lequel il conclut à l'absence d'impact significatif de l'oléoduc sur l'environnement,,. Ce rapport doit être suivi d'une période de quatre-vingt-dix jours destinée à recueillir l'avis de diverses agences gouvernementales, ainsi que d'une consultation des citoyens au moyen, notamment, de réunions publiques.
Le 6 novembre 2011, 12 000 manifestants se rendent à la Maison-Blanche pour protester contre le projet d'oléoduc. Le 10 novembre 2011, le département d'État des États-Unis ordonne une révision immédiate de l’itinéraire de Keystone XL, afin que celui-ci évite la zone sensible de Sandhills dans le Nebraska, une zone humide fragile qui pourrait être menacée par un déversement de pétrole, ; Barack Obama soutient cette décision,. Selon le quotidien The New York Times, le report de la décision finale du département d'État vise notamment à la repousser au-delà de l'élection présidentielle américaine de 2012, Barack Obama étant, d'une part, sujet aux pressions en faveur de l'emploi et de la sécurisation de l'approvisionnement énergétique américain, et d'autre part aux pressions des militants écologistes.
En janvier 2012, le président américain signe le rejet du projet Keystone XL, en raison du calendrier — qu'il déclare « arbitraire et précipité » — imposé par les républicains au Congrès ; ces derniers ont en effet pris une disposition législative en décembre 2011, stipulant que le permis de construction sera accordé à TransCanada sous soixante jours, à moins que le président juge le projet non conforme à l'intérêt national,.
Le 27 février 2012, la société TransCanada annonce la scission du projet en deux parties, la partie sud du pipeline devant être construite uniquement sur le territoire américain, de la ville de Cushing (Oklahoma) jusqu'au golfe du Mexique (soit la phase III décrite supra), ce qui ne nécessite pas d'autorisation de la part du président américain,. Barack Obama apporte néanmoins le mois suivant son soutien à la construction de ce tronçon.

#### Depuis 2012: seconde demande de permis
Début mai 2012, TransCanada dépose une seconde demande pour obtenir l'autorisation du président américain, cette fois uniquement pour le tronçon nord (la phase IV), pour lequel l'entreprise propose un nouvel itinéraire dans le Nebraska, ; ce dernier est accepté fin janvier par le gouverneur du Nebraska Dave Heineman.
Le 13 février 2013, plusieurs personnalités (parmi lesquelles le climatologue et militant James Hansen, le président du Sierra Club Michael Brune, l'actrice Daryl Hannah et le militant des droits civiques Julian Bond) s'enchaînent aux grilles de la Maison-Blanche pour exhorter le président américain à refuser la construction de l'oléoduc; ils sont arrêtées par les forces de l'ordre pour avoir refusé de se disperser, ; le 17 février, entre 30 000  et   35 000 personnes (selon les organisateurs) se rassemblent au National Mall à l'appel du Sierra Club notamment, principalement contre le projet d'oléoduc. Ces manifestations ont lieu après que le président américain Barack Obama s'est engagé, quelques jours auparavant, à lutter contre le réchauffement climatique,,,.
Le 1er mars 2013, le département d’État publie une première version (en anglais : draft) du rapport complémentaire d'impact environnemental (Supplemental Environmental Impact Statement ou SEIS), qui vient compléter le rapport final d'impact environnemental publié en août 2011, lors de la première demande d'autorisation de TransCanada,. Ce rapport conclut à l'absence d'impact important du projet sur l'environnement (cf. développements infra) et est suivi d'une période de quarante-cinq jours de recueil des commentaires du public. L'Environmental Protection Agency (EPA), organisme gouvernemental chargé de la protection de l'environnement, indique avoir des « objections environnementales » à ce rapport, qu'il qualifie d'« insuffisant ».
Le 22 mai 2013, les élus du Parti républicain, majoritaires à la Chambre des représentants, votent un projet de loi visant à rendre caduque l'obtention du permis présidentiel, afin de pouvoir se passer de l'accord de Barack Obama, ; il demeure sans suite.
Le 25 juin de la même année, à l'occasion d'une allocution sur la lutte contre le réchauffement climatique, Barack Obama indique qu'il n'approuvera le projet d'oléoduc que s'il « n'exacerbe pas de manière significative le problème de la pollution au carbone »,. En août 2013, un rapport de l'agence responsable des parcs aux États-Unis émet des craintes quant à l'impact négatif du pipeline sur la vie sauvage en raison des bruits et de la lumière qu'il engendrerait.

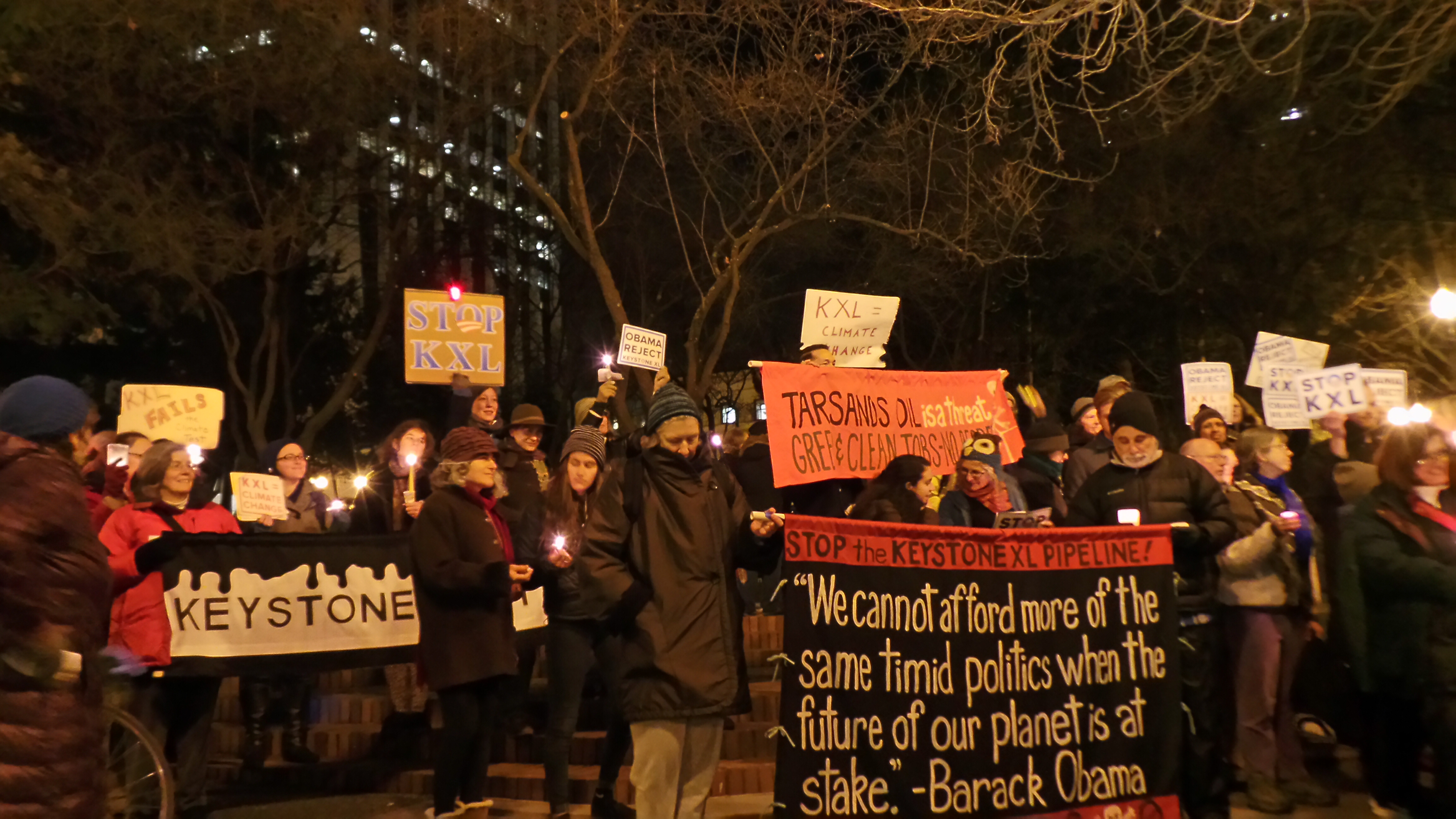
Manifestation contre Keystone XL en février 2014 à Portland (Oregon).

Le rapport final du département d’État américain, publié le 31 janvier 2014, conclut que Keystone XL « n’augmenterait pas de façon importante la production de pétrole des sables bitumineux au Canada » et donc les émissions de gaz à effet de serre (GES),. Lors du sommet de Mexico, le 19 février 2014, le Premier ministre du Canada Stephen Harper invoque ce rapport auprès du président Obama pour tenter de le convaincre d'accélérer le processus de décision au sujet du pipeline, mais sans succès.
Le 18 avril, le département d'État annonce que l'examen du projet est prolongé sine die, notamment en raison de la bataille juridique qui a lieu au Nebraska au sujet de l'oléoduc (cf. infra).
Un projet de loi visant à approuver la construction de l'infrastructure sans l'autorisation présidentielle de Barack Obama est voté par la Chambre des représentants le 14 novembre 2014 ; le camp républicain ainsi que 31 démocrates votent en sa faveur,,. Quatre jours plus tard, après une séance assortie d'un suspense rarement vu au Sénat selon le quotidien The New York Times, le projet de loi est bloqué : 59 sénateurs votent pour — dont 14 démocrates — et 41 s'y opposent — uniquement des démocrates — alors que 60 approbations étaient nécessaires.
Après un second vote positif de la Chambre des représentants le 9 janvier 2015 (266 voix contre 153), le Sénat — devenu entre-temps à majorité républicaine, pour laquelle l'autorisation de l'oléoduc est une priorité affichée — vote finalement en faveur du texte le 29 janvier 2015, à 62 voix contre 36. Le 11 février 2015, après une dernière lecture reprenant les amendements du Sénat, la Chambre des représentants adopte définitivement le texte de loi,. À la suite de ce vote favorable du Congrès américain (Sénat et Chambre des représentants), le président Barack Obama oppose son veto le 24 février 2015, empêchant la promulgation du projet de loi.
Début novembre 2015, le projet d’oléoduc est toujours bloqué, dans l'attente des conclusions du département d'État établissant que le projet est dans l'intérêt national, ainsi que de l'autorisation de Barack Obama,. Le 2 novembre, l'entreprise TransCanada demande au département d'État des États-Unis la suspension de la procédure d'examen du projet. Elle indique souhaiter attendre le traitement d'une nouvelle demande d'autorisation locale, dans le Nebraska, qu'elle a soumise en octobre,. Le lendemain, la Maison-Blanche annonce que le département d'État ne suspendra pas la procédure et que Barack Obama se prononcera sur le dossier durant son mandat présidentiel, ; une suspension aurait en effet pu conduire à repousser la décision à après l'élection présidentielle américaine de 2016, sous une nouvelle administration,.
Le président Barack Obama annonce le 6 novembre 2015 le rejet définitif du projet Keystone XL. TransCanada, qui a déjà dépensé 2,5 milliards de dollars pour ce projet, compte présenter une nouvelle demande de permis et a bon espoir de la faire accepter, dans l'hypothèse où les républicains gagneraient la Maison-Blanche en 2016.
Dans un communiqué daté du 6 janvier 2016, TransCanada annonce son intention de poursuivre l'État fédéral américain devant un tribunal arbitral et réclame 15 milliards de dollars de compensation pour ce qu’elle considère être une violation des obligations prévues par l'accord de libre-échange nord-américain.

#### 2017: relance et validation du projet par Donald Trump
Le 24 janvier 2017, quatre jours après son investiture à la présidence des États-Unis, Donald Trump signe un ordre exécutif (executive order en anglais) demandant aux agences gouvernementales de répondre rapidement à toute nouvelle demande de permis pour la construction de Keystone XL (ainsi que celle du Dakota Access Pipeline, plus à l'est) ; la signature de ce décret présidentiel est un signal politique ouvrant de nouveau la voie à une construction de l'oléoduc,. Le nouveau président américain, qui a le soutien affiché du Premier ministre canadien Justin Trudeau, précise que le projet va être renégocié avec l'entreprise TransCanada et qu'il tient à ce que les pièces composant l'oléoduc soient fabriquées aux États-Unis ; il argue que la construction du pipeline permettra la création de 28 000 emplois,. Dans la foulée, l'entreprise canadienne fait part de son intention de soumettre une nouvelle (et troisième) demande de permis de construction.
Le 24 mars 2017 — dernier jour du délai ordonné par l'ordre exécutif du 24 janvier —, le département d'État émet un avis favorable concernant la demande de permis ; le Président Donald Trump le valide,,. Peu après, l'entreprise TransCanada abandonne les poursuites judiciaires qu'elle avait engagées en 2016 contre l'État fédéral après le rejet par Barack Obama de la précédente demande de permis (cf. supra).

#### 2018-2019: nouvelle suspension du projet et autorisation renouvelée de Donald Trump
Le 8 novembre 2018, le juge fédéral du Montana Brian Morris suspend à nouveau le projet, demandant des études d'impact plus poussées. Il reproche à l'administration Trump de ne pas avoir justifié son changement de politique par une analyse scientifique concernant les risques environnementaux présentés par le projet, qu'il s'agisse de ses conséquences sur la faune et la flore locales ou de son potentiel impact sur le réchauffement climatique, et de ne pas avoir analysé les conséquences d'une possible chute des cours du pétrole sur ce projet. Donald Trump parle d'« une décision politique [...] une honte ».
En réaction, le Président Donald Trump signe en mars 2019 un nouveau permis de construction pour l'oléoduc, permettant de passer outre à la décision du juge Brian Morris. En effet, l'autorisation précédente avait été délivrée par le Département d'État des États-Unis, soumis à la Loi nationale sur l'environnement (qui exige des études d'impact), laquelle ne s'applique en revanche pas aux décisions de la Maison-Blanche.

#### 2020: début des travaux de construction
Alors que certains obstacles juridiques demeurent, les travaux de construction de l'oléoduc par l'entreprise TC Énergie commencent en avril 2020, dans l'État américain du Montana, après que le gouvernement de l'Alberta a décidé d'investir 1,5 milliard de dollars canadiens d'argent public dans le projet afin d'hâter le début de sa réalisation. En Alberta, la construction de l'oléoduc commence début juillet. À l'acmé des travaux, 2 500 ouvriers sont mobilisés.
Néanmoins, en avril 2020, peu après le début des travaux dans le Montana, le juge fédéral Brian Morris juge que le Corps du génie de l'armée des États-Unis a outrepassé plusieurs lois fédérales en autorisant globalement, en 2017, la traversée des plans d'eau par les oléoducs (dont Keystone XL) sans procéder aux études d'impact nécessaires sur les espèces menacées et leur habitat. Si elle n'interrompt pas l'intégralité des travaux, la décision bloque la réalisation des tronçons devant traverser des plans d'eau. Tandis que le Corps du génie de l'armée des États-Unis fait appel de la décision, la Cour suprême des États-Unis confirme en juillet l'impossibilité de reprendre les travaux sur les tronçons concernés tant que la procédure judiciaire n'est pas terminée,,. Dans la pratique, la construction de l'oléoduc cesse sur le territoire américain et TC Énergie doit soumettre des demandes de permis pour chaque traversée de plan d'eau.

#### 2021: révocation du permis et abandon définitif du projet
Le 20 janvier 2021, le nouveau président des États-Unis, Joe Biden, signe un décret présidentiel révoquant le permis de construction de l'oléoduc — il s'agissait de l'une de ses promesses de campagne. Cette décision provoque la fureur du Premier ministre de l'Alberta (d'où part l'oléoduc Keystone) Jason Kenney.
Quelques mois plus tard, le 9 juin, l'entreprise canadienne TC Énergie et le gouvernement de l'Alberta annoncent l'abandon définitif du projet Keystone XL. Au total, quelques centaines de kilomètres (sur près de 2 000 km) de l'oléoduc ont été construites, essentiellement dans la province canadienne de l'Alberta.

#### 2025: volonté affichée de relance du projet par Donald Trump
En février 2025, Donald Trump, de nouveau président des États-Unis, affirme souhaiter la relance du projet, par TC Énergie ou par une autre entreprise. Cette communication publique s'inscrit dans la politique climatosceptique et d'augmentation de la production d'énergies fossiles,.

## Soutiens et oppositions
L'opinion portée par les Américains sur le projet Keystone XL se fait notamment par le prisme bipartisan, les élus et sympathisants républicains étant massivement en sa faveur tandis que les élus et sympathisants démocrates y sont opposés, quoique de façon nuancée. Les associations environnementales font figure de principaux opposants, rejointes par certains propriétaires fonciers. Les sondages d'opinion font état d'un soutien au projet par une majorité d'Américains. Outre le positionnement politique, des variables géographiques — proximité avec le tracé de l'oléoduc — et culturelles — opposition des Autochtones — entrent en compte dans la construction de l'opinion américaine. Au Canada, le projet est promu par le Premier ministre canadien Stephen Harper, le Parti conservateur qu'il dirige et le Parti libéral.

### Dans le milieu économique
Le projet est porté par l'entreprise canadienne TransCanada, qui opère dans le secteur de l'énergie. Il est également soutenu par l'industrie pétrolière, notamment par les raffineries texanes donnant sur le golfe du Mexique, qui escomptent un afflux plus important de pétrole brut depuis le Canada, ainsi que par les entreprises qui extraient les hydrocarbures que recèle la formation de Bakken, dans les États du Montana et du Dakota du Sud. Le lobby Business Roundtable, réunissant des dirigeants de grandes entreprises américaines, s'est également prononcé en faveur de l'oléoduc.
Prévoyant que la construction de cette infrastructure s'accompagnera d'une hausse de l'activité économique, plusieurs syndicats professionnels, en particulier ceux du secteur de la construction, soutiennent vigoureusement le projet de pipeline,.
Plusieurs banques françaises financent le projet d'oléoduc ou Transcanada et sont à ce titre interpellées par des ONG écologistes ; certaines entreprises décident fin 2017 de réduire ou supprimer ces financements (cf. section « Associations écologistes et syndicats » infra).
L'Accord de libre-échange nord-américain (ALENA) soutient le projet car il permet d'accroître les échanges économiques entre les États-Unis et le Canada. Il est cependant contesté par le secrétaire de l'organisation, mais celui-ci doit s'incliner face à la volonté des deux États.

### Dans la sphère politique
Sur le plan politique, le Parti républicain — notamment ses élus au Congrès (sénateurs et représentants) — est le principal promoteur du projet d'extension Keystone XL,. L'économiste américain Paul Krugman, opposé à l'oléoduc, commente en janvier 2015 dans sa chronique du New York Times, : « Après tout, les dettes doivent être remboursées, et l'industrie du pétrole et du gaz – dont 87 % de la contribution financière à la campagne électorale de 2014 ont été donnés au Parti républicain – attend d'être récompensée pour son soutien. »
Localement, des élus démocrates, tels les sénateurs du Montana Max Baucus et Jon Tester et le gouverneur Brian Schweitzer, sont en faveur du projet, arguant qu'il créera des emplois locaux et permettra une plus grande sécurité énergétique,,,,.
Si le président américain Barack Obama n'exprime pas d'opinion tranchée sur le projet durant son mandat, jusqu'à l'annonce de son rejet en novembre 2015, son successeur en est un fervent défenseur ; au cours de la campagne de l'élection présidentielle américaine de 2016, le candidat républicain Donald Trump indique souhaiter relancer le projet de construction de Kesytone XL, à condition qu'il profite économiquement aux États-Unis,. Quant à lui, Joe Biden, durant sa campagne électorale de 2020, s'affirme en opposant au projet et promet d'annuler le permis de construire si celui-ci est élu.
Au Canada, Stephen Harper, Premier ministre jusqu'au 4 novembre 2015, qualifie le projet de nobrainer (« simple comme bonjour ») et le Parti conservateur le soutient avec vigueur (voir infra). Le chef du Parti libéral canadien, Justin Trudeau, s'est également prononcé en faveur de l'oléoduc,. Devenu Premier ministre à la suite de Stephen Harper, il s'avère selon le quotidien français Les Échos moins attaché au projet que ne l'était son prédécesseur. En janvier 2017, il soutient néanmoins la relance du projet par le nouveau président américain Donald Trump, ce qui le place dans une situation inconfortable, rapporte The New York Times : son discours consistant à défendre une sortie progressive des énergies fossiles tout en maintenant une industrie canadienne de l'énergie solide prête le flanc aux critiques des militants écologistes et de certaines communautés des Premières Nations d'une part, de citoyens favorables à l'industrie pétrolière d'autre part. Si Justin Trudeau renouvelle son soutien au projet début 2021, lui et son gouvernement ne semblent pas prêts — pour des raisons politiques, diplomatiques et économiques — à entamer un bras de fer avec le gouvernement de Joe Biden après que celui-ci ait retiré le permis de construction de l'oléoduc. Ce à l'inverse du gouvernement conservateur de l'Alberta, mené par Jason Kenney, fervent soutien (politique et financier) de Keystone XL,,.
Le chef du Nouveau Parti démocratique Thomas Mulcair a lui pris position contre le projet, et souligne qu'il serait plus rentable de raffiner ce pétrole sur place ou de l'acheminer vers les raffineries de l'Est du Canada plutôt que d'exporter des ressources à l'état brut.

### Dans la société civile

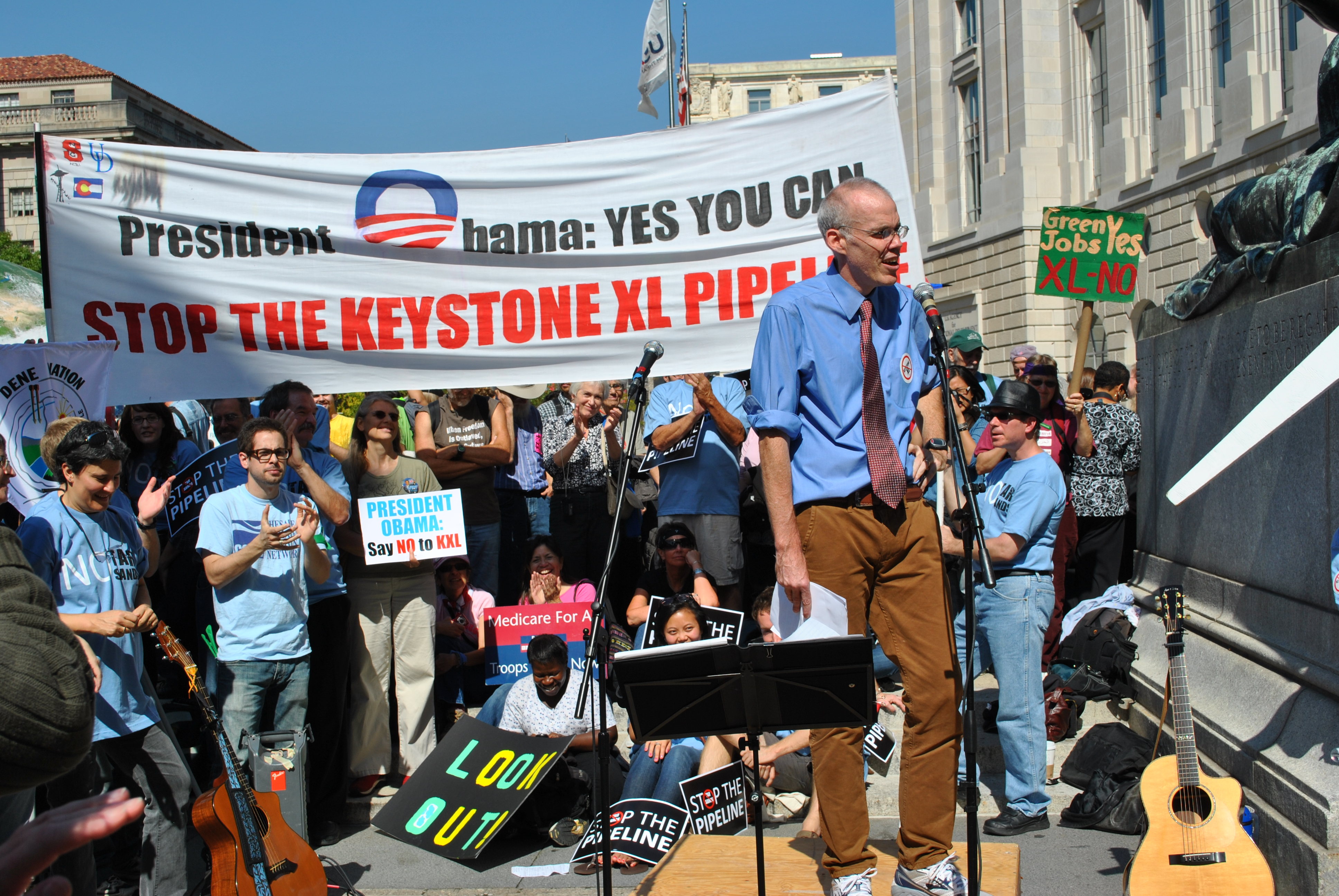
Bill McKibben, lors d'une manifestation contre l'oléoduc Keystone (2011).

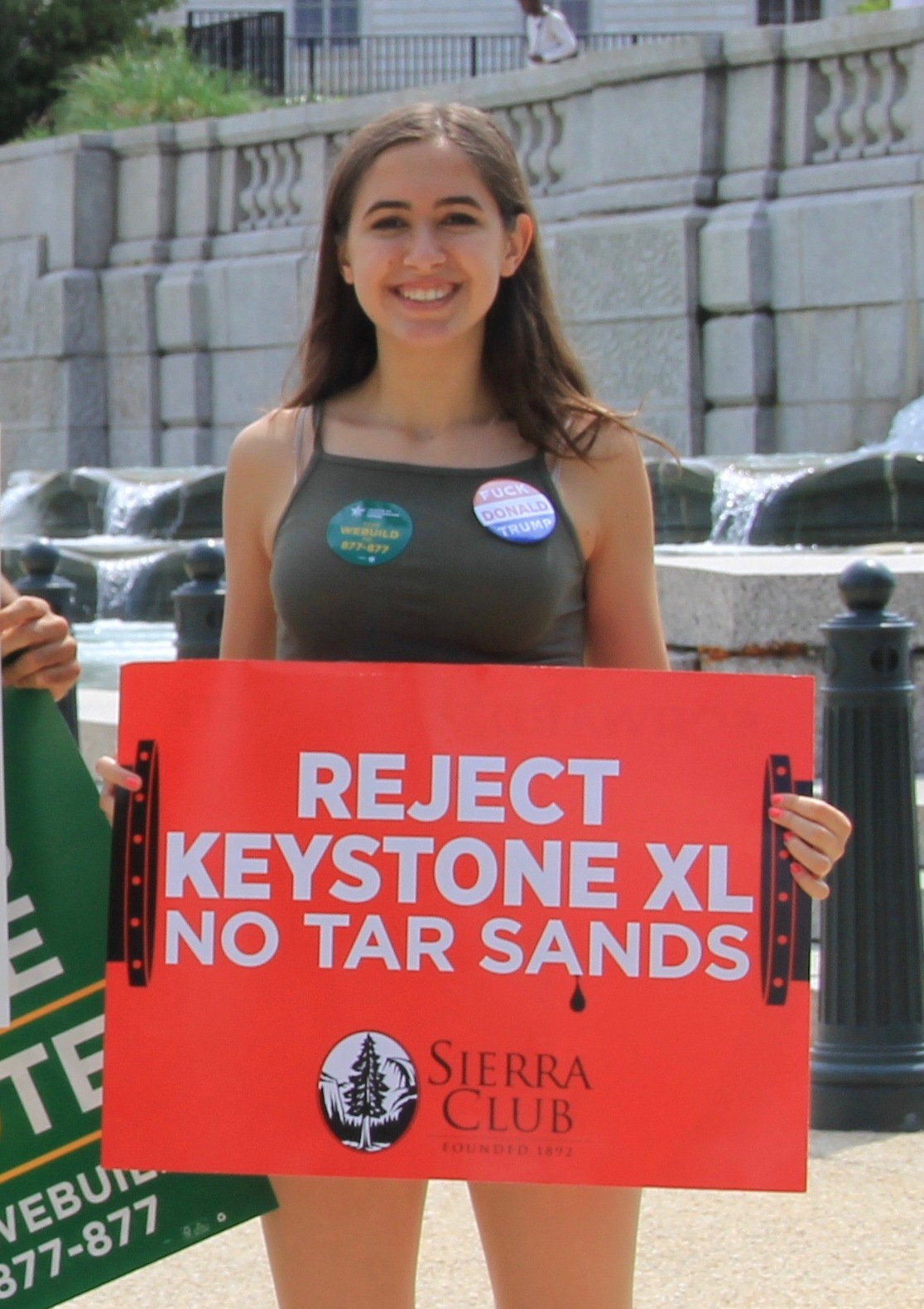
Manifestante contre l'oléoduc Keystone à la marche pour le climat (2017).

D'après une étude parue en avril 2015 dans la revue Energy Policy, plus la proximité avec le tracé de l'oléoduc est forte, plus la probabilité que la population soit en faveur de celui-ci serait importante, ce qui reviendrait à l'inverse de l'effet Nimby (« Not in my Backyard » ; en français : « pas dans mon jardin »). Une hypothèse avancée par l'étude pour expliquer ce phénomène est que les potentiels riverains de l'oléoduc escompteraient une hausse locale de l'activité économique, notamment la création d'emplois dans le secteur de la construction,. Pour autant, certains des propriétaires fonciers dont les terrains doivent être traversés par l'oléoduc s'avèrent opposés au projet (cf. section « Oppositions locales » infra).

#### Oppositions locales

##### Nebraska
Dans l'État du Nebraska, l'extension du Keystone Pipeline est décriée par une centaine de propriétaires fonciers, agriculteurs et éleveurs, souvent républicains, dont les terrains, destinés à être traversés par l'oléoduc, doivent faire l'objet d'une servitude. Ils craignent notamment de possibles fuites de pétrole qui pourraient atteindre l'aquifère Ogallala, principale source d'eau — dont dépendent directement élevages et fermes — de la région des Sandhills. Les deux principaux acteurs locaux de la lutte contre Keystone XL sont l'avocat et homme politique démocrate David Domina et l'association Bold Nebraska, fondée en 2010 par Jane Kleeb, agricultrice et présidente du parti démocrate du Nebraska,,.
Cette opposition se traduit par une bataille légale longue de plusieurs années et aux répercussions nationales,,. En effet, le choix de l'itinéraire de l'oléoduc est laissé aux États qu'il traverse ; dans le Nebraska, c'est, depuis une décision de la législature du Nebraska en 2011, la Public Service Commission qui est chargée de délivrer les autorisations relatives à l'itinéraire. En 2012, toutefois, la loi « LB 1161 », votée à une forte majorité, donne également ce pouvoir au gouverneur, via une demande au Department of Environmental Quality (DEQ) du Nebraska. TransCanada décide de soumettre sa demande d'autorisation au DEQ, donc au gouverneur (Dave Heineman, républicain, qui est en faveur de l'oléoduc) ; trois propriétaires fonciers, représentés par David Domina, engagent des poursuites judiciaires, arguant que cette loi viole la constitution du Nebraska,,. Dave Heineman valide le 22 janvier 2013 la construction de l'oléoduc via un itinéraire alternatif dont le tracé évite la région des Sand Hills mais surplombe toujours l'aquifère Ogallala. Une juge donne raison aux plaignants le 19 février 2014 et annule l’autorisation du gouverneur ; le procureur général de l'État (State Attorney General en anglais) fait toutefois appel de cette décision.
Le 9 janvier 2015, la cour suprême du Nebraska juge finalement la loi de 2012 constitutionnelle, permettant de fait à l'entreprise TransCanada de procéder à des demandes d'expropriation contre quatre-vingt-dix propriétaires fonciers,. The New York Times relève que cette décision « élimine la principale raison de M. Obama pour retarder sa décision sur la construction du pipeline ». Fin janvier, soixante-dix propriétaires amorcent cependant une procédure judiciaire et, le mois suivant, un juge du Nebraska suspend, jusqu'à la tenue du procès, les expropriations.
Début octobre 2015, en parallèle des procédures existantes, TransCanada soumet une nouvelle demande d’autorisation, qui porte sur le même itinéraire que celui retenu en janvier 2013, mais qui est cette fois-ci destinée à la Nebraska Public Service Commission et non au gouverneur (via le DEQ),. Le mois suivant intervient toutefois, sur le plan national, le veto de Barack Obama. Toutefois, après la relance du projet d'oléoduc par le président Donald Trump, Transcanada soumet une nouvelle demande d'autorisation à la Nebraska Public Service Commission en février 2017, laquelle est acceptée en novembre de la même année,.

##### Dakota du Sud
Le Dakota du Sud est traditionnellement républicain, or les sympathisants du parti républicain sont très majoritairement en faveur du projet d'oléoduc. Celui-ci rencontre toutefois une vive opposition de la part des Autochtones, auxquels s'associent des éleveurs et propriétaires fonciers,. Les nations autochtones craignent des fuites de pétrole, nourrissent des inquiétudes quant à une possible pollution de l'eau et assimilent la construction de l'infrastructure à une violation des traités historiques passés entre nations autochtones et gouvernement,. Lorsqu'en novembre 2014 la Chambre des représentants vote en faveur de l'oléoduc, Cyril Scott, le chef de la réserve indienne de Rosebud, où vivent nombre de Brûlés, déclare, : « Nous sommes une nation souveraine mais nous ne sommes pas traités comme tels. Nous allons fermer les frontières de la réserve à Keystone XL. Autoriser Keystone XL est un acte de guerre contre notre peuple. »

##### Texas

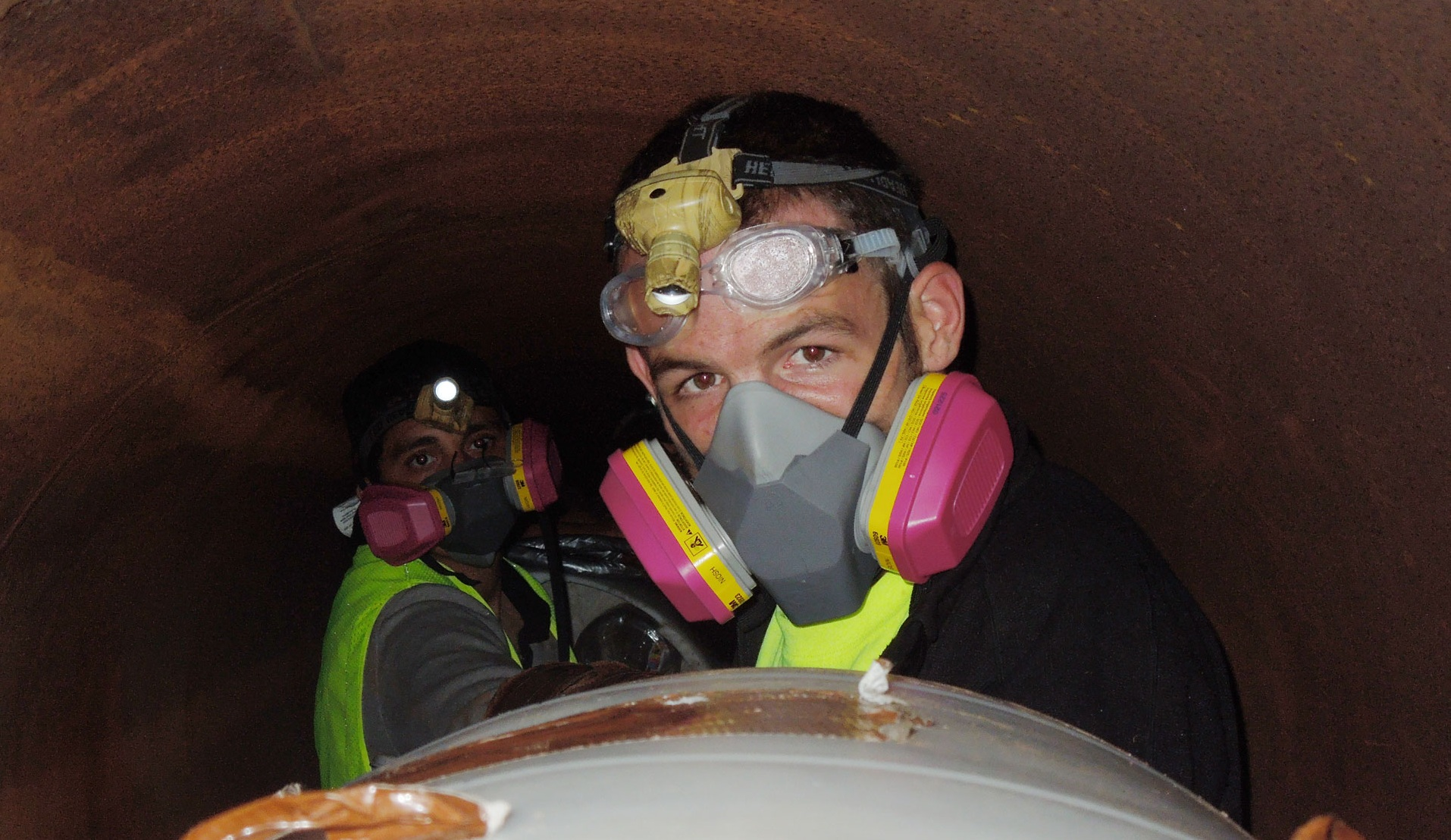
Militants écologistes dans un tronçon de l'oléoduc, au Texas, le 3 décembre 2012.

Au Texas, historiquement favorable à l'industrie pétrolière, le tronçon sud de Keystone XL (phase III, achevée en 2014) est mal accueilli par certains habitants habituellement plus proches du Tea Party que du militantisme écologique. Parmi les raisons avancées : les risques de contamination de l'eau, les besoins en eau de l'infrastructure et l'« approche musclée » de la firme — étrangère puisque canadienne — TransCanada auprès des propriétaires de terrains pour obtenir les servitudes nécessaires au passage de l'oléoduc,. En cas de refus des propriétaires, l'entreprise peut formuler — et a formulé — des demandes d'expropriation (eminent domain en anglais) aux autorités texanes, ce qui a donné lieu à plusieurs batailles judiciaires et législatives,.

#### Associations écologistes et syndicats
L'extension de l'oléduc est fortement contestée par les associations environnementales américaines : 350.org, Sierra Club, Natural Resources Defense Council, Les Amis de la Terre, National Wildlife Federation, Greenpeace, etc,,,. Toutefois, l'hebdomadaire américain National Journal relève que les organisations écologistes soutiennent financièrement plusieurs élus démocrates pourtant en faveur de l'oléoduc, quoique par ailleurs sensibles à la question du réchauffement climatique ou soutenant la politique de régulation des émissions de gaz à effet de serre menée par le président Barack Obama.
Plusieurs syndicats, menés par le syndicat d'infirmiers National Nurses United, s'opposent également à la construction de l'extension du Keystone Pipeline,.
Le financement par des banques françaises — BNP Paribas, Société générale, Crédit agricole et Natixis — de projets d'infrastructures liées à l'exploitation des sables bitumineux, en particulier Keystone XL, est critiqué par les ONG Les Amis de la Terre et ANV-COP21, ainsi que par des Autochtones,. Ces banques s'engagent à des degrés divers, entre octobre et décembre 2017, à réduire leurs financements directs aux projets liés aux sables bitumineux ; Les Amis de la Terre saluent les décisions de BNP Paribas et Natixis mais critiquent cependant le maintien de financements indirects (aux entreprises telles que TransCanada) par Société générale et Crédit agricole,,,. L'assureur français Axa indique à la même période cesser d'assurer les oléoducs sur le sol américain, pour des raisons économiques et éthiques.

#### Surveillance de militants écologistes par le FBI
En mai 2015, le quotidien britannique The Guardian révèle que le Federal Bureau of Investigation (FBI) de Houston, au Texas, a mené courant 2013 des investigations sur des opposants au projet — décrits par le FBI comme des « écologistes extrémistes » tandis que The Guardian affirme qu'ils menaient des actions de « désobéissance civile pacifiques » — en violation de ses règles internes. Celles-ci stipulent en effet que toute investigation portant sur un sujet sensible (opposants politiques, journalistes, etc.), afin d'éviter tout abus, requiert l'autorisation de l'avocat et du chef du bureau local, autorisation qui n'avait pas été demandée dans le cas présent. Après que cette erreur a été relevée par le siège du FBI, l'autorisation a été obtenue, permettant à l'enquête de se poursuivre onze mois durant ; elle est close en juin 2014, en l'absence de preuve d'un quelconque projet de sabotage du pipeline. Le FBI a indiqué avoir mené ces investigations car les menaces portaient sur « l'industrie du pétrole et du gaz, et [car] le secteur énergétique est considéré comme une infrastructure cruciale des États-Unis »,,. Selon The Guardian, la surveillance de certains militants écologistes s'est poursuivie après la fin officielle de l'enquête du FBI, se traduisant notamment par des contrôles renforcés aux frontières,.

### Enquêtes d'opinion
D'après un sondage d'opinion conduit en septembre 2013 par le think tank Pew Research Center auprès de 1 506 Américains, 65 % des personnes interrogées se disent en faveur de la construction de Keystone XL, 30 % s'y opposent et 5 % n'ont pas d'opinion. Le taux de soutien est nettement plus élevé chez les sympathisants républicains (82 % contre 13 %) que chez les sympathisants démocrates (51 % contre 43 %), qui apparaissent divisés sur la question,.
En novembre 2014, un sondage commandé par le quotidien américain USA Today et mené auprès de 1 000 Américains indique que 60 % des personnes interrogées sont favorables à l'autorisation de la construction de l'oléoduc par le président américain et le Congrès, tandis que 25 % d'entre elles y sont défavorables et 15 % n'ont pas d'avis.
Selon un sondage commandé en janvier 2015 par CBS News et effectué auprès de 1 001 Américains, 60 % des personnes interrogées sont favorables à la construction de Keystone XL, 28 % s'y opposent et 12 % n'ont pas d'opinion ou n'ont pas répondu,.
Il ressort d'une enquête d'opinion menée en mars de la même année par l'université du Texas à Austin auprès de 2 078 Américains que, sur les 42 % de personnes ayant indiqué connaître le projet Keystone XL, 45 % le supportent contre 21 % qui s'y opposent, 21 % qui se disent neutres et 13 % sans opinion. Ces résultats varient largement selon l'orientation politique : 72 % des répondants sympathisants républicains sont en faveur du pipeline, alors qu'ils ne sont que 28 % chez les sympathisants démocrates,.
En février 2017, un sondage mené par le Pew Research Center auprès de 1 503 Américains fait état d'une baisse du soutien au projet, 48 % des sondés se disant opposés à la construction de l'oléoduc et 42 % indiquant y être favorables.

## Principaux enjeux deKeystone XL

### Environnementaux

#### Risques de fuite et pollution subséquente des nappes phréatiques
Les critiques portant sur les risques de fuite d'hydrocarbure se concentrent sur l'itinéraire de l'oléoduc dans l'État du Nebraska.
L'oléoduc, dans son premier tracé, doit en effet passer au-dessus de l'aquifère Ogallala, qui s'étend sur environ 450 000 km2 répartis sur huit États, ainsi qu'à travers l'écorégion des Sandhills, les deux étant superposées dans le Nebraska. L'aquifère constitue la principale source d'eau de la région, aux usages tant agricole — un tiers des terres agricoles du pays en dépendent — qu'humain — l'eau potable de deux millions de personnes y est puisée. Dans le Nebraska, elle fournirait 78 % de l'eau utilisée par les secteurs résidentiel et l'industrie et 83 % des besoins en irrigation. L'écorégion des Sandhills, quant à elle, est constituée de zones humides, prairies et dunes de sable et se caractérise par des sols très poreux par endroits ; la nappe phréatique est en outre parfois très proche de la surface voire l'affleure.
Ces caractéristiques font craindre aux militants écologistes et à certains habitants du Nebraska d'importantes conséquences en cas de fuite de pétrole, tandis que plusieurs scientifiques ont pointé le manque de connaissances sur le comportement du pétrole dans l'aquifère (vitesse d'infiltration, taux de diffusion). Dans un article publié en 2011, John Stansbury, professeur d'ingénierie des ressources environnementales et de l'eau à l'université du Nebraska, estime à 91 le nombre de fuites supérieures à 50 barils susceptibles de se produire en cinquante ans d'exploitation du Keystone XL (sur la totalité de son tracé),. Les opposants à l'oléoduc soulignent que le Keystone Pipeline, selon The Washington Post, « a eu 14 fuites, toutes situées sur des stations de pompage où elles ont été maîtrisées. La plus petite n'était que de « quelques gouttes », affirme TransCanada, mais la plus grosse était d'environ 400 barils »,.
James Goeke, hydrogéologue et professeur émérite à l'université du Nebraska à Lincoln, rédige en octobre 2011 une tribune dans le New York Times intitulée « The Pipeline Poses Minimal Risk to the Ogallala Aquifer » (« L'oléoduc induit des risques minimaux pour l'aquifère Ogallala »). Pointant des « idées fausses » sur l'aquifère, il explique notamment que les eaux de celui-ci s'écoulent d'ouest en est et qu'une fuite de l'oléoduc, lequel est situé à l'est, n'aurait par conséquent aucun impact plus à l'ouest, « en amont » ; d'autre part, les couches de roche et sédiments séparant l'eau de la surface empêcheraient l'infiltration du pétrole. The Washington Post précise qu'en 2012, James Goeke a accepté d'intervenir gracieusement (c'est-à-dire sans être rémunéré) dans une publicité de TransCanada en faveur de Keystone XL.
L'entreprise TransCanada, s'appuyant sur la tribune de James Goeke et sur les études du Nebraska Department of Environmental Quality, rappelle que l'itinéraire de l'oléoduc passe à l'est de 80 % de la surface de l'aquifère et argue qu'en cas de fuite, celle-ci ne s'étendrait que sur « quelques dizaines de pieds » (un pied équivaut à 30,48 cm), grâce aux couches de sable et de roches dont la multiplicité protégerait naturellement l'eau située plus profondément. TransCanada met également en exergue la solidité des conduites destinés à transporter les hydrocarbures et la présence de valves rapprochées dans les zones où l'aquifère est proche, en altitude, de l'oléoduc. La firme assure enfin, dans un document publié en 2014 (tenant compte du nouveau tracé, cf. infra), qu'en cas de fuite, elle est prête à nettoyer les pollutions qui en résulteraient, comme l'y contraint la législation.
Après une demande du département d'État en novembre 2011 (cf. historique supra), l'entreprise TransCanada propose en mai 2012 un autre tracé qui contourne par l'est la région des Sandhills (mais surplombe toujours l'aquifère Ogallala) ; il fait toujours l'objet de critiques. Ainsi, l'hydrogéologue James Goeke, bien qu'en faveur de l'oléoduc, remarque que d'après le nouvel itinéraire, le pipeline serait très proche des nappes phréatiques lors de sa traversée du comté de Holt, ce qui impliquerait en cas de fuite une infiltration rapide du pétrole,,.
The Washington Post, dans un éditorial publié en juillet 2013, après l'accident ferroviaire de Lac-Mégantic au Québec, se prononce en faveur du pipeline, arguant qu'il présente un surcroît de sécurité en comparaison du transport ferroviaire, utilisé pour les hydrocarbures concernés par Keystone XL. Le journal précise : « Les trains passent à travers les villes, grandes et petites, avec des risques qui n'existeraient pas si le pétrole brut était acheminé par le biais d'un pipeline dédié. » Cet argument est repris par de nombreux partisans du pipeline, plus encore après que les gouvernements canadien et américain ont émis en janvier 2014 une mise en garde concernant les risques de ce moyen de transport,, en pleine expansion au début des années 2010. En 2014, selon National Geographic, près de 10 % de la production pétrolière américaine — « dont la majeure partie provient de la formation de Bakken du Dakota du Nord, en pleine expansion » — emprunte la voie du rail. D'après Michael McElroy, spécialiste des sciences de l'atmosphère, au printemps 2013, environ 75 %  du pétrole extrait de la formation de Bakken a été transporté par le rail.

#### Réchauffement climatique
Le projet Keystone XL est notamment critiqué parce qu'il acheminerait les hydrocarbures issus des sables bitumineux de l'Athabasca, au Canada. Or l'extraction des sables bitumineux, qui sont des pétroles non conventionnels, est en moyenne — des variations sont observées selon la méthode d'extraction — davantage émettrice de gaz à effet de serre que l'extraction d'hydrocarbures conventionnels,,,,.
Le département d'État des États-Unis, dans la première version de son rapport complémentaire d'impact environnemental (Supplemental Environmental Impact Statement, cf. supra) publiée début mars 2013, juge que l'influence de la construction de l'oléoduc sur l'extraction des sables bitumineux — et in fine sur les émissions de gaz à effet de serre — sera très limitée. Selon cette analyse, partagée par certains partisans du projet, ladite extraction se poursuivra à la hausse, que Keystone XL soit construit ou non, le transport du pétrole pouvant être assuré par d'autres oléoducs ou par voie ferroviaire,. Brooke Jarvis, journaliste du magazine américain Rolling Stone, conteste toutefois cette analyse : « Il y a un certain nombre d'analystes de marché, de responsables gouvernementaux canadiens et de cadres de l'industrie qui disent que Keystone XL et les projets similaires sont essentiels à la durabilité économique des sables bitumineux,. » Un mois plus tard, un rapport publié par un groupe d'associations environnementales américaines, évalue à au moins 181 millions de tonnes d'équivalent CO2 les émissions annuelles de gaz à effet de serre supplémentaires provoquées directement ou indirectement par Keystone XL,,.
Selon une étude publiée mi-2014 dans la revue Nature Climate Change et relayée par la revue Nature (du même éditeur), le projet d'oléoduc Keystone XL « pourrait augmenter de manière significative les émissions de gaz à effet de serre [GES] » et selon le modèle économique de cette analyse, cet apport d’hydrocarbures devrait diminuer les prix, encourager la consommation, mais aussi générer « l'équivalent de 110 millions de tonnes de dioxyde de carbone par an », soit 1,7 % du total des émissions de GES des États-Unis en 2012, premier producteur au monde (selon l'EPA) et « chaque baril de pétrole supplémentaire produit à partir de Keystone XL augmentera la consommation globale de 0,6 baril ». Cette nouvelle estimation dépasse (de presque quatre fois) celle précédemment faite par le département d'État américain qui avait conclu que Keystone XL ferait augmenter les émissions d'une fourchette de « seulement » 1,3 million à 27,4 millions de tonnes de CO2 par an. Les auteurs de cette étude, Peter Erickson et Michael Lazarus, reconnaissent qu’il n'est pas possible de prédire le comportement des pétroliers,. Ils expliquent par ailleurs la différence d'estimation par le fait que le modèle économique du département d'État n'a pas eu à tenir compte de l'effet du pipeline sur les prix mondiaux du pétrole, et donc sur la relance de la consommation,. L'agence gouvernementale n'avait en outre pas révélé les détails de son modèle, en particulier les variables prises en compte ; un porte-parole du département d'État a refusé de commenter l’article de Nature Climate Change.
David Victor, spécialiste des politiques climatiques à l'université de Californie, estime que même si le pipeline n'est pas construit, le pétrole des sables bitumineux du Canada sera exploité et transporté par chemin de fer, à un coût un peu plus élevé que par pipeline. Le profit des pétroliers n’en sera que légèrement réduit, mais un prix plus élevé pourrait encourager les économies d’énergie et faire durer le gisement plus longtemps. Maximilien Auffhammer, économiste de l'environnement à l'université de Californie, estime — à l'inverse des auteurs de l'étude de Nature Climate Change — que l’intérêt bien compris des pétroliers pourrait être de limiter leur production pour rendre le pétrole rare et augmenter son prix, ce qui pourrait « en principe, réduire la consommation et les émissions ».
En février 2015, l'EPA indique — dans une lettre au département d'État, qu'elle invite à revoir ses conclusions antérieures — que le développement des sables bitumineux canadiens représente « une hausse significative des émissions de gaz à effet de serre »,.
Ken Caldeira, scientifique spécialiste de l’atmosphère à la Carnegie Institution for Science de l'université Stanford (Californie), critique quant à lui le projet « non pas tant en raison de l'augmentation des émissions causées par Keystone XL, mais parce que Keystone XL fait partie d'une tendance comportementale plus générale ». Selon lui, annuler ce projet permettrait de « donner au marché le signal que des projets polluants de ce type ne seront plus approuvés ».
The Washington Post écrit en juin 2021, après l'abandon définitif du projet, que celui-ci « a également pris une importance particulière en raison du changement radical de l'attitude du public et des entreprises vis-à-vis du changement climatique »,. En effet, en une décennie, les inquiétudes sont allées grandissantes quant à la contribution de cet oléoduc à l'exploitation des pétroles non conventionnels, dont la participation, de pair avec les autres combustibles fossiles, au réchauffement climatique n'a cessé d'être mieux documentée sur le plan scientifique — jusqu'au rapport du GIEC de 2018 sur les conséquences d'un réchauffement moyen supérieur à 1,5 °C.

#### Dangers potentiels pour la faune
Le magazine National Geographic rapporte en février 2014 que les rivières Missouri et Yellowstone, traversées par l'oléoduc, abritent une espèce menacée, l'Esturgeon blanc, dont l'habitat pourrait être dégradé en cas de fuite de pétrole,. La Grue blanche, dont l'itinéraire de migration longe sur plusieurs centaines de kilomètres le tracé de l'oléoduc, pourrait quant à elle être mise en danger par les lignes électriques nécessaires à l'infrastructure, d'après les associations environnementales National Wildlife Federation et Center for Biological Diversity ; l'entreprise Transcanada indique toutefois envisager des mesures à ce sujet, notamment pour rendre les lignes électriques davantage visibles des oiseaux. Le Tétras des armoises, le Renard véloce et le Nécrophore américain figureraient également parmi les espèces susceptibles d'être fragilisées par la construction de l'oléoduc.

### Économiques
Sur le plan économique, la controverse porte essentiellement sur le nombre et la nature des emplois que l'oléoduc créerait, ainsi que sur la potentielle baisse des prix de l'essence qu'il engendrerait.

#### Emplois
D'après Russ Girling, PDG de TransCanada, la construction de l'extension Keystone XL devrait engendrer la création de 20 000 postes dans la construction et l'industrie,. Ces données proviennent d'un rapport sur Keystone XL publié en 2010 à la demande de TransCanada par The Perryman Group, une entreprise d'analyse financière. La Chambre de commerce des États-Unis, citant la même étude, évoque la création de plus de 250 000 emplois permanents sur le long terme. Ces arguments sont repris par le Parti républicain,,.
L'exactitude de ces données a toutefois été contestée à deux reprises. Le département d'État des États-Unis estime en 2011 que 5 000  à   6 000 emplois temporaires seulement seraient créés aux États-Unis au cours des deux années de construction de l'oléoduc. Une étude, indépendante de TransCanada et publiée en septembre 2011 par la Cornell University School of Industrial and Labor Relations (université Cornell), conclut quant à elle que seuls 2 500  à   4 650 emplois temporaires directs seraient créés sur deux ans et ajoute que le projet est susceptible de tuer plus d'emplois qu'il n'en créerait (notamment en raison de dommages écologiques entraînés par des fuites pétrolières ou par le réchauffement climatique). Dans un éditorial d'octobre 2011, le quotidien américain The New York Times, s'appuyant sur les données du département d'État et soutenant que « le meilleur espoir pour la création d'emplois à long terme viendra du développement des énergies renouvelables et alternatives », prend position contre la construction de l'oléoduc. Le rapport final du département d’État américain, publié le 31 janvier 2014, conclut que l'oléoduc, une fois mis en service, ne sera à l'origine que de 35 emplois permanents et directs,.
Selon la revue National Geographic, la construction de l'oléoduc aiderait les raffineries pétrolières américaines du golfe du Mexique à maintenir leur niveau d'activité (et donc d'emploi). En effet, leur approvisionnement en pétrole brut est notamment assuré par les importations depuis le Venezuela et le Mexique, mais celles-ci sont en baisse depuis le milieu des années 2000 (voir infra).

#### Prix de l'essence
Plusieurs partisans de l'oléoduc Keystone XL soulignent que le supplément d'approvisionnement en pétrole national ou canadien permettra de maintenir les prix de l'essence bas pour les consommateurs américains,. Brigham McCown, ancien cadre supérieur du département des Transports des États-Unis, explique ainsi en décembre 2011 dans U.S. News & World Report, : « Bien que la production locale d'énergie au Canada et dans le Dakota du Nord ait connu une augmentation significative cette année, les consommateurs américains n'ont pas profité d'une réduction des prix de l'énergie [...]. La raison ? Les entreprises ne possèdent pas l'infrastructure nécessaire [...]. » Selon le chroniqueur du Washington Post Philip Bump, la réalité est plus complexe : il avance trois raisons à cela : le pétrole acheminé par l'oléoduc serait pour partie exporté, il n'y aurait pas de « corrélation mathématique claire » entre production locale de pétrole et prix de l'essence — ce dernier étant essentiellement déterminé par les marchés internationaux et non locaux — et enfin certaines régions américaines pourraient voir le prix de l'essence augmenter. Selon James Bambino, de l'entreprise Platts, interviewé en novembre 2014 par CBS News, « il est difficile de dire comment les prix du pétrole vont évoluer, à la fois à court terme et dans l'avenir, lorsque Keystone deviendra peut-être une réalité »,. En mars 2012, Glenn Kessler du Washington Post concluait que les experts en hydrocarbures avaient des analyses divergentes sur l'effet de la construction de Keystone XL sur les prix de l'essence et que « ceux qui croient, sur le plan économique, qu'elle allègera les prix indiquent que l'impact sera modeste ».
Fin 2014, la baisse des cours américains du pétrole brut (crude oil) depuis le milieu de l'année fait dire à certains opposants, analystes économiques et journalistes américains et britanniques que le projet d'oléoduc pourrait perdre de son intérêt économique, les industriels ayant besoin d'un prix du brut suffisant pour couvrir le coût relativement élevé de l'extraction du pétrole des sables bitumineux,,,,.

#### Revenus locaux
Au niveau local, l'oléoduc doit donner lieu à d'importants revenus — sous forme de taxes — pour les gouvernements locaux des comtés et villes qu'il traverse, rapporte Al Jazeera America ; dans l'État du Montana, ils sont estimés à 7,35 millions de dollars américains pour la première année d'exploitation dans le comté de Valley, et à 4,5 millions de dollars dans le comté de Fallon, où se situe la ville de Baker depuis laquelle les hydrocarbures du Dakota du Nord doivent rejoindre l'oléoduc.

### Géostratégiques
Selon Russ Girling, PDG de TransCanada, l'oléoduc Keystone XL permettrait aux États-Unis de s'approvisionner en pétrole provenant du Canada plutôt que du Venezuela ou du Nigeria, ce qui entraînerait une plus grande « sécurité nationale et sécurité énergétique » ; le site de l'entreprise indique également que le pipeline apportera « une indépendance énergétique sur le long terme » aux États-Unis,. Cet argument est partagé par de nombreux soutiens du projet,. Le sénateur républicain John Hoeven indique ainsi en 2012 qu'il attend de l'oléoduc une réduction de « notre dépendance énergétique à une partie instable du monde »,. Le Premier ministre canadien présente quant à lui Keystone XL comme essentiel dans la construction d'une « sécurité énergétique continentale »,.
En 2014, selon l'Energy Information Administration (EIA), 27 % du pétrole consommé aux États-Unis provenait d'importations, les cinq plus gros fournisseurs de pétrole étranger étant, par ordre décroissant, le Canada (37 % des importations américaines de brut), l'Arabie saoudite (13 %), le Mexique (9 %), le Venezuela (9 %) et l'Irak (4 %). Or l'approvisionnement depuis le Mexique et le Venezuela est en déclin depuis le milieu des années 2000,, ce qui serait susceptible de rendre les États-Unis davantage dépendants des importations en provenance du Moyen-Orient et de certains pays d'Afrique, jugées moins sûres,.
Le président américain Barack Obama, des élus démocrates et plusieurs associations environnementales estiment cependant que le pétrole brut canadien, après sa traversée du territoire américain, sera majoritairement destiné aux marchés internationaux. Politifact, site Internet de fact checking, et le quotidien The Washington Post jugent cette assertion en majeure partie fausse ; ils s'appuient notamment sur le rapport du département d'État publié en janvier 2014, qui considère qu'il est « peu probable » que l'hypothèse selon laquelle le pétrole brut « traverserait les États-Unis et serait chargé sur des navires en vue d'une vente finale sur des marchés tels que l'Asie » soit « économiquement justifiée »,. Ils soulignent également que si une partie des produits pétroliers issus du raffinage du pétrole canadien est susceptible d'être exportée — selon les conditions des marchés et non en fonction de la construction ou non de l'oléoduc Keystone XL, d'après le département d'État —, ledit raffinage aura bien lieu, pour l'essentiel, sur le territoire américain, notamment le long du golfe du Mexique,,.
En novembre 2015, lors de son rejet par le président Obama, le projet Keystone XL a perdu beaucoup de son intérêt géostratégique pour les États-Unis, rapporte le quotidien français Les Échos : quand le projet a été soumis à la Maison-Blanche pour la première fois en septembre 2008, la production de pétrole américain était au plus bas, le prix du baril de pétrole culminait à plus de 140 $. Les raffineries texanes voyaient dans le pétrole canadien une source d'approvisionnement totalement prévisible, et moins chère que celles du Moyen-Orient, coûts de transport inclus ; elles espéraient compenser ainsi la baisse de production du Mexique. Le contexte a radicalement changé depuis : la production américaine de pétrole a doublé depuis 2008, le Mexique a annoncé son intention de modifier sa Constitution pour permettre aux compagnies étrangères de forer du pétrole sur son territoire, ce qui laisse entrevoir un rebond de sa production au cours des dix prochaines années ; le pétrole canadien est moins prometteur qu'il ne l'était quelques années auparavant, car avec un prix du baril qui ne dépasse pas les 50 $, les compagnies pétrolières y ont beaucoup réduit leurs investissements, faute de projets rentables.

### Diplomatiques
Le projet d'oléoduc est vigoureusement soutenu au Canada par le Premier ministre Stephen Harper et son gouvernement conservateur. Le Premier ministre canadien ainsi que les gouvernements locaux des provinces de l'Alberta et de la Saskatchewan pressent, à de nombreuses reprises mais sans succès, le président Obama et son administration d’accélérer la procédure d'autorisation de l'oléoduc,,.
Le président démocrate américain Barack Obama tente quant à lui de garder la main sur l'avancement du dossier, sans exprimer d'opinion tranchée sur le fond, d'autant qu'il se trouve partagé entre les intérêts économiques potentiels du projet et la vive opposition des associations environnementales, ; en décembre 2014, il exprime des doutes quant à la véritable capacité du projet à faire baisser les prix américains de l'essence et à créer des emplois.
En 2014, le quotidien canadien The Globe and Mail voit dans le projet Keystone XL une source de « tensions » entre les deux dirigeants. La journaliste Luiza Ch. Savage de l'hebdomadaire canadien Maclean's interprète, dès 2011, l'attitude de Barack Obama comme une insulte et « un affront au Canada ». D'après un article de la même journaliste, publié en février 2015, la dégradation des relations entre le président américain et le Premier ministre canadien aurait des conséquences diplomatiques et commerciales dans d'autres domaines de la coopération inter-étatique. À l'approche de l'élection fédérale canadienne de 2015, la réalisation ou non de l'oléoduc est pour Stephen Harper — et ses opposants — un enjeu électoral,,. Stephen Harper se voit ainsi respectivement reprocher par ses opposants politiques Justin Trudeau (Parti libéral) et Thomas Mulcair (Nouveau Parti démocratique) un « échec diplomatique » et un « échec sur toute la ligne ». L'éditorialiste du quotidien canadien La Presse Alain Dubuc rend également le Premier ministre responsable de ce qu'il nomme « un fiasco », citant notamment le « pourrissement des relations entre les gouvernements des deux pays ».
En janvier 2021, lorsque Joe Biden succède à Donald Trump à la présidence des États-Unis, le Canada semble rasséréné, « après quatre années de relations tumultueuses avec l’ancien [locataire de la Maison Blanche] ». Cependant, la révocation par Joe Biden du permis autorisant la construction de Keystone XL, le premier jour de son mandat, est analysée comme une première tension — dont la presse relativise cependant la portée — dans la relation diplomatique avec le Canada de Justin Trudeau,,.

### Symboliques
Keystone XL est souvent analysé par la presse comme un « conflit partisan entre démocrates et républicains, chacun voyant dans l'oléoduc une menace majeure ou une opportunité historique », ainsi que l'exprime l'Agence France-Presse en février 2015. Selon plusieurs observateurs, ce conflit prend des dimensions symboliques qui dépassent les aspects propres à l'oléoduc lui-même. Ainsi, Joshua Green, journaliste à Bloomberg News, écrit que « [...] Keystone a atteint une importance symbolique considérable pour les démocrates et les républicains. Mais cela est à l'opposé de ce qu'il [le projet] devrait être – la lutte politique est devenue complètement déconnectée de la réalité »,. L'auteur et économiste américain Zachary Karabell écrit quant à lui dans Politico, en novembre 2014, : 

« Les réalités factuelles du projet sont devenues presque complètement transcendées au Congrès par ce que le pipeline représente. En bref, le pipeline comme symbole est devenu beaucoup plus important que le pipeline comme pipeline. D'un côté, largement démocrate, nous avons l'opposition intense et passionnée de ceux qui croient que le changement climatique est une menace imminente ; de l'autre côté, largement républicain mais avec certains démocrates [...], nous avons l'intense soutien passionné de l'industrie de l'énergie et de ceux qui croient que les États-Unis doivent faire tout ce qu'ils peuvent pour l'indépendance énergétique. »

Selon le New York Times et CBS News, en 2014, le projet d'oléoduc est ainsi un symbole de l'opposition entre militants écologistes et industrie pétrolière,. In fine, selon le quotidien — rejoint par les articles de Politico et de Bloomberg News cités supra —, le projet en lui-même aurait un impact minime tant sur l'environnement que sur l'économie américaine. Certains des arguments des opposants et des partisans du projet Keystone XL seraient donc exagérés, estime ainsi Laura Parker, journaliste au National Geographic.
En 2021, lors de l'abandon définitif du projet d'extension Keystone XL, The Washington Post l'envisage comme un élément central d'une controverse plus large (environnementale et économique).